# Sol över Sverige
Sol över Sverige är en svensk komedifilm från 1938 i regi av Arne Bornebusch.

## Handling
Filmen följer ett antal personer på resa genom Sverige. Det är dels butiksbiträdena Inga och Britta som färdas på cykel genom landet, dels Nisse och Rut som är på bröllopsresa och färdas med en lastbil.

## Om filmen
Premiärvisningen var den 8 januari 1938 i Stockholm. Filmen spelades in vid Europa Studio i Sundbyberg med exteriörer från bland annat Leksand, Rottneros, Borås, Vadstena, Halmstad och Skoghall med foto av Hilmer Ekdahl och Sven Thermænius.
Förlagan var John Olsenss och Holger-Madsens film Sol over Danmark från 1936. Sol över Sverige har också visats i Sveriges Television.

## Rollista
- Nils Lundell - Nisse Lundin, lastbilschaufför
- Rut Holm - dalkullan Rut, hans fru
- Greta Ericson - Britta, butiksbiträde
- Inga-Bodil Vetterlund - Inga Andersson, butiksbiträde
- Carl Browallius - kyrkoherde Lundgren
- Nils Ericson - Svante Linderholm, jur. kand.
- Helge Hagerman - Bertil Lundgren
- Hugo Björne - direktör Lundgren
- Signe Wirff - fru Andersson, Ingas mor
- Per Johannes - Per Johannes, Ruts far
- Alma Bodén - kyrkoherde Lundgrens fru
- Ludde Gentzel - Ludde, anställd på Liseberg (ej krediterad)
- Arthur Johansson - boråsaren som beskriver vägen till Trollhättan
- Max Linder - den skånske campingvagnsförsäljaren
- Valborg Granberg - Brittas mor
- Ragnar Falck - Kicke, en av Nisses arbetskamrater
- Sven Lilja - körledaren
- Tor Wallén - en av Nisses arbetskamrater
- Stig Johanson - en ung man utanför Svenssons Modeaffär i Borås
- Per Hjern - Kal på Liseberg
- Selma Lagerlöf - som sig själv på Mårbacka
- Verner von Heidenstam - sig själv på Övralid[6]

## Musik i filmen
- Sveriges flagga (Flamma stolt mot dunkla skyar), kompositör Hugo Alfvén, text Karl Gustav Ossiannilsson, dirigent och körledare Sven Lilja
- Kungliga Svea Livgardes paradmarsch (Fest Marsch), kompositör Wilhelm Körner, instrumental.
- Admiral Stosch (Kungliga Kronobergs regementes paradmarsch), kompositör Carl Latann, instrumental.
- Hjalmar och Hulda (På blomsterklädd kulle satt Hjalmar och qwad), text Wilhelmina Stålberg, sång Helge Hagerman
- Oväder, kompositör Nathan Görling, instrumental.
- Svensk svit (På sätern), kompositör Ernst Wesslander, instrumental.
- Tjing, tjing, kompositör Leon Liljequist och Axel Flyckt, text Fritz Gustaf, sång Nils Ericson, Helge Hagerman, Greta Ericson, Inga-Bodil Vetterlund och Nils Lundell
- Humoresque, kompositör Michel Brusselmans, instrumental.
- Presto agitato, Bb-dur, kompositör Felix Mendelssohn-Bartholdy, instrumental.
- Fang mig, kompositör Paul Juon, instrumental.
- Oh! Susanna (O, Susanna), kompositör och text Stephen C. Foster, svensk text Arne Bornebusch, sång Nils Lundell
- Fäbodlåt, kompositör Georg Pegel, instrumental.
- Om sommaren sköna, musikarrangör Erik Baumann, instrumental.
- Polska från Svärdsjö, kompositör Georg Pegel, instrumental.
- Dalvisa (Vindarna sucka uti skogarna), kompositör Ivar Hallström, text Oscar Fredrik, instrumental.
- Ljugar-Pelles sång, kompositör Erik Baumann, text Arne Bornebusch, sång Helge Hagerman, framförs på ukelele av Nils Ericson
- Av hjärtat jag älskar, musikarrangör Erik Baumann, instrumental.
- Ensamme vandraren, kompositör Erik Baumann, instrumental.
- Brudmarsch från Leksand, instrumental.
- Gånglåt, instrumental.
- Skänklåt, instrumental.
- Frösöblomster. D. 1. Sommarsång, kompositör Wilhelm Peterson-Berger, text Rune Lindström, instrumental.
- Ack, Värmeland du sköna (Värmlandssången), text Anders Fryxell, instrumental.
- Intåg i Sommarhagen, kompositör Wilhelm Peterson-Berger, instrumental.
- Lappen i kåtan, kompositör Erik Baumann, instrumental.
- Hyllningshymn, kompositör Erik Baumann, instrumental.
- Humoresque, kompositör Herman Finck, instrumental.
- Má vlast. Vltava (Mitt fosterland. Moldau), kompositör Bedrich Smetana, instrumental.
- Lappens polska (Lappkungens polska), kompositör Erik Baumann, instrumental.
- I Dalom (De' ä inget tal om), kompositör Erik Baumann, text Arne Bornebusch, sång Rut Holm
- Fairies of the Stream, kompositör Albert W. Ketèlbey, instrumental.
- Bortom skogarna, kompositör Erik Baumann, instrumental.
- Gratulation, kompositör Wilhelm Peterson-Berger, instrumental.
- Giggles and Chuckles, kompositör Herman Finck, instrumental.
- Älfsborgslåtar, kompositör Albert Löfgren, instrumental.
- Västkustklanger, kompositör Erik Baumann, instrumental.
- Skåneidyller, kompositör och text Edvard Persson, instrumental.
- Lyriska bagateller I, kompositör Erik Baumann, instrumental.
- Intermezzo (Söderman), kompositör August Söderman, instrumental.
- Frösöblomster. D. 2. Vid Larsmäss, kompositör Wilhelm Peterson-Berger, instrumental.
- På logen, kompositör Ernst Wesslander, instrumental.
- Morgon, kompositör Ejnar Eklöf, text Karl Gustav Ossiannilsson, instrumental.[7]